# Szalkai Rita
Szalkai Rita (Győr, 1980. december 22. –) labdarúgó, hátvéd.

## Pályafutása
A Győri ETO csapatában kezdte a labdarúgást. 2007 és 2012 között a Győri Dózsa játékosa volt. Tagja volt a 2009–10-es idényben bajnoki bronzérmet szerzett csapatnak. 2012 nyarán a Viktória csapatához szerződött.

## Sikerei, díjai
- Magyar bajnokság
  - 3.: 2009–10, 2012–13
- Magyar kupa
  - döntős: 2009